# 第3航空艦隊 (ドイツ空軍)
第3航空艦隊（だい3こうくうかんたい Luftflotte 3）は、第二次世界大戦中のドイツ空軍の組織。航空艦隊はドイツ空軍における最大規模の編制であり、空軍最高司令部(OKL)の直接指揮を受ける。
第3航空艦隊は1939年2月に設置され、ドイツ南西部を担当していた。第二次世界大戦勃発時は東部戦線の第1航空艦隊および第4航空艦隊に戦力が集中され、弱体な兵力であった。ポーランド侵攻後に戦力が集中され、1940年のフランス侵攻に投入された。フランス降伏後、フランス北部に再配置され、第2航空艦隊とともにバトル・オブ・ブリテンにおいてイギリス本土への攻撃を行なった。バトル・オブ・ブリテンの失敗後は、第2航空艦隊の地中海方面への転出に伴いフランス全域を担当区域としていた。
1944年の連合軍によるノルマンディー上陸作戦後は空軍野戦師団も加わり防戦を行なった。戦力の損耗やドイツ本土防空戦力の強化のため、1944年9月に解体された。